# Bagrat Ioannisiani
Bagrat Konstantinowicz Ioannisiani (Ioannisian) (orm. Բագրատ Իոանիսյան (Իոաննիսյանի), ros. Баграт Константинович Иоаннисиани, ur. 10 października?/23 października 1911 w Erywaniu, zm. 10 grudnia 1985 w Leningradzie) – radziecki inżynier, konstruktor sprzętu astronomicznego.

## Życiorys
Był Ormianinem. Od 1930 pracował w leningradzkiej fabryce maszyn Krasnaja Zaria, w 1933 skończył kursy podwyższania kwalifikacji dla konstruktorów, później pracował w fabryce Elektropribor, później został starszym konstruktorem w przedsiębiorstwie Uniwersal w Saratowie. W 1936 wrócił do Leningradu, gdzie pracował w państwowym doświadczalnym zakładzie mechanicznym. Po ataku Niemiec na ZSRR wraz z innymi pracownikami został ewakuowany do Kazania, gdzie zajmował się opracowywaniem doświadczalnych przyrządów przeznaczenia wojskowego. Po wojnie zajął się pracami nad techniką astronomiczną, w 1945 został kierowniczym konstruktorem Państwowego Instytutu Doświadczalnego im. Wawiłowa, w 1949 opracował spektrograf ASI-1, w 1950 teleskop meniskowy ASI-2 o średnicy 500 mm, później także inne modele teleskopów. Od 1954 do 1960 pracował także w obserwatorium w Pułkowie, 1959-1975 kierował pracami konstrukcyjnymi największego teleskopu na świecie w momencie powstania, BTA-6, będącego 6-metrowym teleskopem optycznym opracowanym na potrzeby Specjalnego Obserwatorium Astrofizycznego Akademii Nauk ZSRR (obecnie Rosyjskiej Akademii Nauk). Jego imieniem nazwano planetoidę (2450) Ioannisiani, odkrytą w 1978 przez Krymskie Obserwatorium Astrofizyczne.

## Odznaczenia i nagrody
- Złoty Medal „Sierp i Młot” Bohatera Pracy Socjalistycznej (28 kwietnia 1977)
- Order Lenina (trzykrotnie, 9 września 1961, 28 lipca 1966 i 28 kwietnia 1977)
- Order „Znak Honoru” (19 września 1945)
- Nagroda Leninowska (1957)

I medale.